# Maevia scalaris
Maevia scalaris är en spindelart som beskrevs av Tord Tamerlan Teodor Thorell 1881. Maevia scalaris ingår i släktet Maevia och familjen hoppspindlar. Inga underarter finns listade i Catalogue of Life.